# کاتدوکوس
کاتدوکوس (نام علمی: Kaatedocus) یا تیرکچه، نام یک سرده از تیره دوتیرکیان است. فسیل‌های یافت شده از این سرده دایناسورها نشان می‌دهد که گونه‌های این سرده در دوران زمین‌شناسی ژوراسیک تا کیمبرجین در شمال وایومینگ ایالات متحده آمریکا زیست می‌کرده‌اند.